# Blankenheim, Nordrhein-Westfalen
Blankenheim är en kommun i den tyska delstaten Nordrhein-Westfalen. Kommunen har cirka 8 000 invånare, på en yta av 149 kvadratkilometer.
Blankenheim är belägen vid motorvägen A1 vid floden Ahrs källor i Ahrbergen i Eifels norra del.